# クリスティーナ・チャコ
クリスティーナ・チャコ（Krisztina Czakó, 1978年12月17日 - ）は、ハンガリーの元フィギュアスケート選手。

## 来歴
ブダペスト生まれ。父ジョルジュ・チャコはハンガリー国内選手権で3回優勝しているフィギュアスケート選手、母クララはスピードスケート選手である。クリスティーナが伝い歩きを始めたのは10か月の時。そして、わずか11か月目にして父ジョルジュがフィギュアスケートを教え始めた。11か月のクリスティーナに会う19サイズのスケート靴がどこにも売っていなかったため、父ジョルジュが大人のスケート靴からブレード（刃）をはずし、小さな靴に合わせて短くして取り付けた。それは決して無理強いしてスケートをはじめさせた訳ではなかった。家には祖父母が居なかったため、クリスティーナは小さい頃両親に世話してもらうためにはいつも両親にくっついて仕事場であるスケートクラブに通っていた。はじめはリンクの端でうろうろしているだけだったが、次第に他の生徒たちにまざるようになった。両親は特に何かをさしのべる事はしなかったが、スケート技術の間違いは直していた。5歳の時に初めて競技会に参加する。
13歳2か月で1992年アルベールビルオリンピックに参加する。当時の参加最年少である。メディアは伊藤みどりとクリスティーナを並べて写真に撮った。最も優勝が期待される参加者と最年少参加者という組み合わせである。並んだ時に伊藤みどりよりクリスティーナのほうが頭ひとつ分だけ高かったので膝を曲げて並んで写真をとった。クリスティーナは当時、伊藤みどりの大ファンだった。80年代後半に、まだ女子シングルで3種類の3回転をとべば満足できるという時代に3回転アクセルや3回転3回転のコンビネーションを高く決める伊藤を尊敬していた。
まだ13歳だったクリスティーナはアルベールビルオリンピックで23位に終わるがその後、自力を着実につけていき世界選手権、ヨーロッパ選手権で順位を上げていく。1993年にはカールシェーファーメモリアルでターニャ・シェフチェンコとオルガ・マルコワを破って初優勝、1994年にはスケートカナダでレティシア・ユベール、ジェシカ・ミルズ、マリナ・キールマン、アンジェラ・ドロシー、ジェニファー・ロビンソンなどのなみいる強豪を抑えて初優勝する。1994年リレハンメルオリンピックは11位にまで成績を上げる。
クリスティーナはジャンプの実力の高いスケーターであったが、ショートプログラムやここ一番という時に失敗してなかなか上位に食い込めなかった。しかし1996-97シーズン、ヨーロッパ選手権では1位のスルツカヤに次いで2位、世界選手権でも7位になる。世界選手権ではショートプログラムを3回転トゥループ+3回転トゥループという当時の女子では難しいコンビネーションを成功させ、ステップからの3回転ルッツも成功させ5位でショートプログラムを通過した。世界選手権で解説を務めていた佐藤有香は「ここ一番という時に失敗して上位にあがれなかった選手ですが、ついに出てきたという感じがします」とコメントしている。このシーズンで使った映画「アダムス・ファミリー」でのプログラムは彼女の自信作として有名である。またヨーロッパ選手権で2位となったのは1971年のアルマーシ・ジュジャ以来である。
1998年の長野オリンピックではクリスティーナをダークホース的存在、番狂わせがおこせる存在とみているファンも多かったが怪我で棄権。1999-2000シーズンにカールシェーファーメモリアルでの2位を最後に20歳で引退した。
引退後は大学を卒業し、コンピューターシステム管理者の職に就いた。2004年に高校時代の同級生と結婚し現在は2児の母。

## 戦績
| 大会/年                    | 1991-92 | 1992-93 | 1993-94 | 1994-95 | 1995-96 | 1996-97 | 1997-98 | 1999-00 |
| -------------------------- | ------- | ------- | ------- | ------- | ------- | ------- | ------- | ------- |
| オリンピック               | 23      |         | 11      |         |         |         | 棄権    |         |
| 世界選手権                 | 17      | 15      | 12      | 23      | 11      | 7       |         |         |
| 欧州選手権                 | 16      | 6       | 6       | 8       | 6       | 2       | 5       |         |
| Jr世界選手権               | 25      | 7       | 2       | 3       |         |         |         |         |
| ハンガリー選手権           | 1       | 1       | 1       | 1       | 1       | 1       | 1       |         |
| スケートカナダ             |         |         | 4       | 1       | 7       |         |         |         |
| ラリック杯                 |         |         |         | 7       | 6       | 5       | 5       |         |
| ロシア杯                   |         |         |         |         | 6       |         |         |         |
| ボフロスト杯               |         |         |         |         |         | 5       |         |         |
| フィンランディア杯         |         |         |         |         |         | 3       |         |         |
| カールシェーファー         |         | 8       | 1       | 2       | 1       | 8       |         | 2       |
| オンドレイネペラメモリアル |         |         |         |         | 1       |         |         |         |
| ヨーロッパユース五輪       |         |         |         | 3       |         |         |         |         |